# Kristen Michal
Kristen Michal (Tallinn, 1975. július 12. –) észt politikus, 2024. július 23. óta Észtország miniszterelnöke. Az Észt Reformpárt tagja, a miniszterelnöki pozíciót párttársától, Kaja Kallastól vette át, miután Kallast az Európai Unió külügyi és biztonságpolitikai főképviselőjének nevezték ki. Michal politikai karrierje korábbi szakaszában az ország  igazságügyi minisztereként (2011–2012), gazdaság- és infrastruktúraügyi minisztereként (2015–2016), majd klímaügyi miniszterként (2023–2024) dolgozott.

## Életrajz
Kristen Michal Tallinnban született 1975. július 12-én.

### Tanulmányai
Középiskolai tanulmányait 1983 és 1993 között a tallinni 17-es számú Väike-Õismäe Középiskolában végezte. 1993-tól 1994-ig egy magán felsőoktatási intézmény, az Esimene Stuudium Intézet tanulója volt. 1994 és 1998 között a Tallinni Pedagógiai Egyetemen tanult közigazgatási menedzsmentet, de nem fejezte be a szakot, végül a szintén az észt fővárosban található Nord Egyetemen szerzett jogi diplomát 2009-ben. 2010 és 2014 között ismét a Tallinni Egyetem diákjaként végzett jogi mesterképzést. Észt anyanyelve mellett angolul, finnül, németül és oroszul beszél.

### Politikai karrier
1996-ban belépett az Észt Reformpártba, innentől kezdve végig ennek a politikai közösségnek a tagjaként politizált. Alapító tagként vett részt a párt ifjúsági szervezetének, az Eesti Reformierakonna Noortekogu tallinni részlegének létrehozásában. 1999-től a Tallinni Városi Tanács tagja lett, majd 2002-ben Siim Kallas miniszterelnök tanácsadójaként dolgozott. 2003 és 2011 között pártjának főtitkári pozícióját töltötte be. 2005–2011-ig, valamint 2012–2015-ig az észt parlament, a Riigikogu képviselője volt.
2011. április 6-án igazságügyi miniszternek nevezték ki az Andrus Ansip vezette kormányban. 2012-ben egyik párttársa, Silver Meikar illegális pártfinanszírozással és  pénzmosással vádolta meg a Reformpártot azt állítva, hogy a nevén keresztül 115 ezer észt koronát utaltak a pártkasszába, de valójában ismeretlen a pénz eredete. A  tranzakció irányítójaként Kristen Michalt nevezte meg. A vádak hatására az országba érkezett a GRECO elnevezésű antikorrupciós szervezet vizsgálóbizottsága. Az Észt Állami Ügyészség is gyanúsítottként hallgatta ki Michalt, a Szociáldemokrata Párt frakciója pedig bizalmatlansági szavazást kezdeményezett ellene, amely sikertelenül zárult.  Az Állami Ügyészség 2021. október 15-én lezárta az ügyet, miután az ügy összes anyagát megvizsgálva arra a következtetésre jutott, hogy az összegyűjtött bizonyítékok elegendőek a bűncselekmény gyanújának felvetéséhez, de nem elegendőek a meggyőző vádirat összeállításához. 2012. december 10-én lemondott az igazságügyi miniszteri posztról, döntését azzal indokolta, hogy a személyét övező viták hátráltatják a végrehajtandó igazságügyi reformokat.
2012-2015-ig egyszerű parlamenti képviselőként folytatta karrierjét, majd 2015 és 2016 között a gazdaság- és infrastruktúraügyi miniszteri pozíciót töltötte be Taavi Rõivas második kormányában. 2023-tól 2024-ig pedig a harmadik Kallas-kormány klímaügyi minisztere volt.

### Miniszterelnöksége
Miután Kaja Kallas lemondott miniszterelnöki pozíciójáról, hogy a  Európai Unió külügyi és biztonságpolitikai főképviselőjeként folytassa pályafutását, az Észt Reformpárt Michalt választotta utódjául, beiktatása 2024. július 23-án zajlott le. A kormánykoalíció változatlan maradt, tagjai a Reformpárt mellett továbbra is az Észtország 200 és a Szociáldemokrata Párt voltak. Az adózásügyi szabályokkal kapcsolatos viták azonban idővel töréshez vezettek a koalícióban, és Kristen Michal 2025. március 24-én kizárta a Szociáldemokrata Pártot a kormányból, így azonban a Reformpártnak és az Észtország 200-nak csak szűk többsége maradt a parlamentben.
Kristen Michal beiktatásakor a közvéleménykutatások szerint nem élvezett magas népszerűséget, 22%-os támogatottsága éppen csak meghaladta Kallas 19%-os elfogadottságát.
Kül- és védelmi politikáját tekintve folytatta elődje, Kaja Kallas irányvonalát: Észtország továbbra is GDP-jének 3,4%-át költötte honvédelemre, a jövőre nézve pedig 5%-os arányt tűzött ki, a GDP 0,25%-át pedig továbbra is Ukrajna támogatására fordította. Folytatódtak a hadiipari fejlesztések, az ország lőszerkészletének növelése és a lakosság felé irányuló dezinformáció-ellenes programok. Michal külpolitikai prioritásait jól jelzi, hogy első hivatalos telefonhívásait miniszterelnökként az ukrán elnökkel, Zelenszkijjel és a finn miniszterelnökkel, Petteri Orpoval bonyolította le.
Michal gazdaságpolitikájának jellemző elemei az állami bürokrácia csökkentésére irányuló intézkedések, elsősorban a digitalizáció növelésével és tovább növelte a már eredetileg is magas kutatás-fejlesztésre szánt összegeket. A beruházásokat és az exportot érintő negatív trendek megállításának érdekében kormányának kitűzött célja a gazdasági növekedés stimulálása és a költségvetési hiány csökkentése.

## Magánélet
Felesége Evelin Oras politikai tanácsadó, három gyermekük van.